# Sökaren (roman)
För andra betydelser, se Sökaren.
Sökaren är den första delen i fantasybokserien Sanningens svärd, skriven av den amerikanske författaren Terry Goodkind. Boken utgör den första halvan av det engelska ursprungsverket Wizard's First Rule.